# Dolichopeza (Nesopeza) francki
Dolichopeza (Nesopeza) francki is een tweevleugelige uit de familie langpootmuggen (Tipulidae). De soort komt voor in het Palearctisch gebied.